# أنطونيا (فلم)
أنطونيا (بالإنجليزية: Antonia's Line) هو فيلم كوميدي تم إنتاجه في هولندا وصدر في سنة 1995.

## بطولة
- جان ديكلار

## الميزانية والإيرادات
حقق أرباحا تقدر بـ 4,228,275 دولار.

### ترشيحات وجوائز
| السنة | الحدث  | الفئة           | النتيجة  |
| ----- | ------ | --------------- | -------- |
|       | أوسكار | أفضل فيلم أجنبي | فـــــوز |

## وصلات خارجية
- أنطونيا على موقع IMDb (الإنجليزية)
- أنطونيا على موقع روتن توميتوز (الإنجليزية)
- أنطونيا على موقع نتفليكس (الإنجليزية)
- أنطونيا على موقع ألو سيني (الفرنسية)
- أنطونيا على موقع Turner Classic Movies (الإنجليزية)
- أنطونيا على موقع أول موفي (الإنجليزية)
- أنطونيا على موقع بوكس أوفيس موجو (الإنجليزية)
- أنطونيا على موقع فيلمافينيتي (الإسبانية)
- أنطونيا على موقع قاعدة بيانات الأفلام السويدية (السويدية)
- أنطونيا على موقع قاعدة بيانات الفيلم (الإنجليزية)

1. ↑  وصلة مرجع: https://www.oscars.org/oscars/ceremonies/1996.
2. ↑  "معلومات عن أنطونيا (فيلم) على موقع ssl.ofdb.de". ssl.ofdb.de. مؤرشف من الأصل في 2019-12-24.
3. ↑  "معلومات عن أنطونيا (فيلم) على موقع synchronkartei.de". synchronkartei.de. مؤرشف من الأصل في 2019-12-09.
4. ↑  "معلومات عن أنطونيا (فيلم) على موقع tv.com". tv.com. مؤرشف من الأصل في 2019-10-21.